# ديريك كرايغ
ديريك كرايغ (بالإنجليزية: Derek Craig)‏ (28 يوليو 1952 في المملكة المتحدة - ) هو لاعب كرة قدم بريطاني في مركز الدفاع. لعب مع نادي يورك سيتي ونيوكاسل يونايتد وسان خوزيه إيرث كويكس وبراندون يونايتد ودارلينجتون إف سى.

## وصلات خارجية
- ديريك كرايغ على موقع قاعدة بيانات كرة القدم.إي يو (الإنجليزية)